# جودتیه
جودتیه (به ترکی استانبولی: Cevdetiye) یک منطقهٔ مسکونی در ترکیه است که در استان عثمانیه واقع شده‌است. جودتیه ۲٬۹۹۶ نفر جمعیت دارد و ۶۰ متر بالاتر از سطح دریا واقع شده‌است.